# L'Unità (rivista)

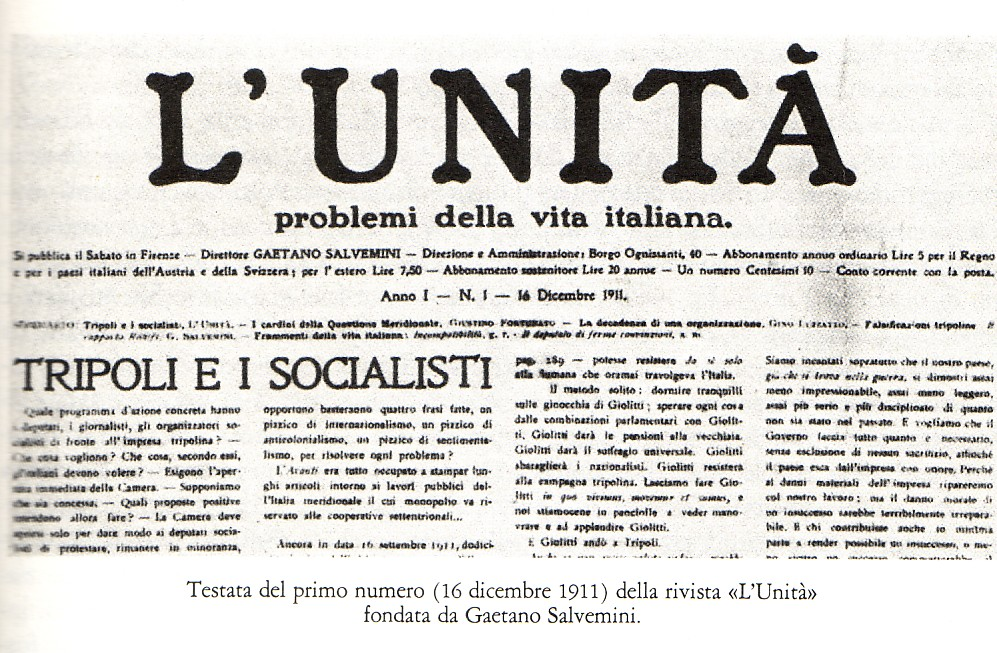
Testata del primo numero (16 dicembre 1911) della rivista L'Unità fondata da Gaetano Salvemini

L'Unità è un periodico italiano pubblicato dal 1911 al 1920. Nasce dalla crisi de La Voce ai tempi della guerra italo-turca come settimanale di cultura e politica.

## Storia
Quando nel marzo 1911 uscì il numero unico de La Voce su La questione meridionale, oltre a confermare l'importanza del gruppo dei collaboratori salveminiani, esso rappresentò l'anticipazione di un più ampio schieramento che Gaetano Salvemini (1873-1957) avrebbe presto realizzato.
Ai tempi della guerra libica Salvemini, una delle personalità più notevoli della cultura italiana del Novecento, autore del polemico, antigiolittiano saggio Il ministro della mala vita (1910), rompe la collaborazione con La Voce, esce dal Partito Socialista Italiano e fonda a Firenze il nuovo settimanale chiedendo la collaborazione di autorevoli personaggi come Giustino Fortunato, Antonio De Viti De Marco (leader del movimento liberista), Benedetto Croce, Gino Luzzatto e Giuseppe Petraglione.
In una lettera a Giuseppe Prezzolini, Salvemini dichiarava: «la crisi tripolitana non è che il momento saliente della crisi generale de La Voce. I gruppi de La Voce non sono due, sono dieci, sono venti... Occorre dividerci. Io ormai non concepisco più La Voce che come un giornale settimanale di problemi politici, una specie di Critica Sociale di vent'anni or sono, in cui la critica letteraria e filosofica faccia da contorno, da ornamento, da puntello ad un'edizione politica determinata. Gli altri la considerano come una continuazione del Leonardo».
Nata quindi da una esigenza di azione politica ben precisa, la rivista intende affrontare i nodi irrisolti del paese, dal problema meridionale alle questioni doganali, dalla corruzione politica ed elettorale alla riforma del costume, alle riforme tributarie, scolastiche, amministrative caldeggiando soluzioni democratiche e antinazionaliste come risulta dall'articolo programmatico Che cosa vogliamo? che venne pubblicato in due puntate sui nn. 13-14 del 9 e 16 marzo 1912.
«Quale sistema di idee, quale criterio fondamentale d'azione intende seguire L'Unità?. A questa domanda rispondiamo risolutamente e nettamente che L'Unità intende essere un giornale DEMOCRATICO secondo il quale l'azione politica deve essere diretta a liberare da ogni parassitismo, non solo borghese ma anche sedicente proletario, lo sviluppo della ricchezza nazionale, a promuovere un continuo elevamento economico morale e politico della classe lavoratrice a beneficio di tutto il paese, a suscitare nella classe lavoratrice medesima la coscienza e l'organizzazione che le consentono di essere essa stessa artefice prima delle proprie conquiste (...)
Questa nostra posizione ideale e pratica, che continueremo a chiamare DEMOCRATICA spiega perfettamente perché siamo anche risolutamente ANTINAZIONALISTI.
Nel nazionalismo noi vediamo un movimento fondamentalmente conservatore e antiproletario (...), la volontà arbitraria di negare i problemi della nostra vita interna e di farli dimenticare con diversivi di avventure diplomatiche e militari, a vantaggio di tutti quegli interessi parassitari e antinazionali che da un vittorioso sforzo di riforme interne uscirebbero distrutti».
L'Unità porterà così avanti fedelmente, dal 1911 al 1920 con le interruzioni 4 settembre-4 dicembre 1914 e 28 maggio 1915-8 dicembre 1916 a causa della partenza per il fronte come volontario di Salvemini, il suo programma analizzando i temi scottanti della vita politica italiana, dagli interventi di Benedetto Croce nei primi numeri, alla denuncia dell'avventura di Fiume da parte di Gabriele D'Annunzio.
Quando scoppia il conflitto mondiale, la posizione che prende L'Unità è quella dell'intervento, nella convinzione che la guerra possa essere trasformata in una "guerra per la pace", dichiarandosi per un intervento democratico differente da quello dei nazionalisti (2 marzo 1917).
Per quanto riguarda l'atteggiamento della rivista nei confronti della rivoluzione sovietica, essa inizialmente fu di adesione, per poi passare a numerose riserve che tendevano a considerare la vittoria di Lenin provvisoria nella speranza che il programma pacifista del presidente Wilson potesse vincere.
L'interesse decrescente nei confronti del leninismo influenza il lavoro della riforma interna a cui L'Unità attende nel dopoguerra.
La preoccupazione crescente deriva dalla consapevolezza che la guerra ha potenziato le organizzazioni capitalistiche ma anche dal timore che nasca una dittatura del proletariato ad esclusivo vantaggio degli operai.
L'Unità, a differenza de La Rivoluzione liberale di Gobetti e de L'Ordine Nuovo di Gramsci, non si sente di appoggiare l'esperimento dell'autogoverno operaio e cerca una diversa strada "nella fondazione di un nuovo raggruppamento politico, che dovrebbe assicurare alle masse contadine uno stato maggiore costituito dall'élite della gioventù combattente".
Questo tentativo però fallisce e porta alla chiusura de L'Unità, con il n. 53 del 30 dicembre 1920, considerata ormai indebolita e non più rispondente al suo iniziale programma.